# 王達
王 達（おう たつ）は清末民初の政治家。字は志襄、子襄。別名は蘭生。

## 事績
北京育才館を卒業し、山東省洋務局、商務局、巡撫署で任官した。その後日本に留学し、1911年（宣統3年・明治44年）に早稲田大学専門部政治経済科を卒業した。
帰国後は山東省の進士資格を得て寧陽県、菏沢県などの県で知県（県知事）となる。中華民国が成立した1912年（民国元年）、高密県知事に任命された。1915年（民国4年）9月、京兆尹に就任し、1920年（民国9年）8月まで在任した。任期中の1917年（民国6年）に北京市で水害が発生、その対応に従事するなど、全般に治績は良好だったとされる。
1924年（民国13年）、安徽省官鉱督弁となり、翌年には安徽省省長顧問となった。1931年（民国20年）9月、満州事変が起きると国民政府から駐日大使任命を打診されたが、王達は辞退している。同年、国民政府が組織した国民大会に国民代表として選出されたが、耳の病を理由に大会には出席しなかった。日中戦争期間中は蕪湖県に寓居しており、日本側から任官を誘われたものの全て拒否している。
1946年（民国35年）、病没。享年66。家財は何も残っていなかったとされる。
　

## 注
1. 1 2 3  徐主編（2007）、48頁。
2. 1 2 3 4 5 6 7 8 9  『宣城地区志』、822頁。
3. ↑  なお、『宣城地区志』、822頁は、「1899年に北京政法学堂卒業」としているが、「北京政法学堂」という名の機関は当時存在していない。
4. ↑  早稲田大学校友会(1934)、160頁。
5. ↑  劉ほか編（1995）、359頁。